# Арашенда (Гурджанский муниципалитет)
Арашенда (груз. არაშენდა) — село в Грузии. Находится в Гурджаанском муниципалитете края Кахетия. Высота над уровнем моря составляет 760 метров. Население — 1109 человек (2014).